# Gerardo Arteaga
Gerardo Daniel Arteaga Zamora (Zapopan, Jalisco, México, 7 de septiembre de 1998) es un futbolista mexicano. Juega como lateral izquierdo y su equipo es el Club de Fútbol Monterrey de la Primera División de México.

## Trayectoria

### Club Santos Laguna
Comenzó jugando con el equipo sub-15 del Club Santos Laguna en 2013. En 2014 pasó a jugar con la categoría sub-17, durante dos temporadas en esta categoría consiguió el subcampeonato del Apertura 2014, en abril de 2015 se coronó campeón de la Dallas Cup, en donde anotó tres goles, obtuvo el título del torneo Apertura 2015 al derrotar a Pachuca en la final y fue nuevamente subcampeón en el torneo Clausura 2016.
Debutó con el primer equipo el 13 de septiembre de 2016, en un partido ante los Tiburones Rojos de Veracruz por la Copa México. Debutó en primera división el 1 de octubre de 2016, en un partido ante los Querétaro Fútbol Club.

### KRC Genk
El 5 de agosto de 2020, el KRC Genk hizo oficial el traspaso de Gerardo por un contrato de cinco años. Este fichaje le convirtió en el cuarto mexicano en jugar en Bélgica, tras el paso de Carlos Hermosillo, Guillermo Ochoa y Omar Govea, y en el primero en jugar con «los pitufos».

## Selección nacional

### Categorías inferiores
En agosto de 2017 fue llamado por primera vez a selección para una concentración de la categoría sub-21. A inicios de 2018 tuvo otro llamado para a una concentración.

### Selección absoluta
Fue convocado por primera vez a la selección mayor por Ricardo Ferretti el 29 de agosto de 2018 para disputar dos partidos amistosos, uno contra Uruguay y el otro ante Estados Unidos. El 11 de septiembre debutó como titular en un partido amistoso contra la selección de Estados Unidos, jugó el partido completo y México perdió por marcador de 1-0. El 27 de septiembre anotó su primer gol con la selección en la derrota de México ante Colombia por marcador final de 2-3.

#### Partidos internacionales
| #   | Fecha                    | Estadio                                                 | Selección | Rtdo.           | Oponente          | Competición               | Sust. |
| --- | ------------------------ | ------------------------------------------------------- | --------- | --------------- | ----------------- | ------------------------- | ----- |
| 1.  | 11 de septiembre de 2018 | Nissan Stadium, Nashville, Estados Unidos               | México    | 0-1             | Estados Unidos    | Amistoso                  | 90'   |
| 2.  | 11 de octubre de 2018    | Estadio Universitario, San Nicolás de los Garza, México | México    | 3-2             | Costa Rica        | Amistoso                  | 90'   |
| 3.  | 16 de noviembre de 2018  | Mario Alberto Kempes, Córdoba, Argentina                | México    | 0-2             | Argentina         | Amistoso                  | 45'   |
| 4.  | 20 de noviembre de 2018  | Malvinas Argentinas, Mendoza, Argentina                 | México    | 0-2             | Argentina         | Amistoso                  | 45'   |
| 5.  | 2 de octubre de 2019     | Nemesio Díez, Toluca, México                            | México    | 2-0             | Trinidad y Tobago | Amistoso                  | 46'   |
| 6.  | 27 de marzo de 2021      | Cardiff City Stadium, Cardiff, Gales                    | México    | 0-1             | Gales             | Amistoso                  | 79'   |
| 7.  | 30 de marzo de 2021      | Stadion Wiener Neustadt, Wiener Neustadt, Austria       | México    | 1-0             | Costa Rica        | Amistoso                  | 90'   |
| 8.  | 29 de mayo de 2021       | AT&T Stadium, Arlington, Estados Unidos                 | México    | 2-1             | Islandia          | Amistoso                  | 77'   |
| 9.  | 3 de junio de 2021       | Empower Field at Mile High, Denver, Estados Unidos      | México    | 0-0 5-4 Penales | Costa Rica        | Liga de Naciones Concacaf | 68'   |
| 10. | 12 de junio de 2021      | Mercedes-Benz Stadium, Atlanta, Estados Unidos          | México    | 0-0             | Honduras          | Amistoso                  | 90'   |

### Participaciones en fases finales
| Torneo                         | Categoría | Sede           | Resultado    | Partidos | Goles |
| ------------------------------ | --------- | -------------- | ------------ | -------- | ----- |
| Copa Mundial de Fútbol de 2022 | Absoluta  | Catar          | Primera Fase | 0        | 0     |
| Copa América 2024              | Absoluta  | Estados Unidos | En disputa   | 1        | 1     |

## Estadísticas
Actualizado al último partido jugado el 11 de noviembre de 2024.
| Club | Div           | Temporada     | Liga  | Liga  | Liga   | Copas nacionales(1) | Copas nacionales(1) | Copas nacionales(1) | Torneos internacionales(2) | Torneos internacionales(2) | Torneos internacionales(2) | Total | Total | Total  |
| Club | Div           | Temporada     | Part. | Goles | Asist. | Part.               | Goles               | Asist.              | Part.                      | Goles                      | Asist.                     | Part. | Goles | Asist. |
| --- | ------------- | ------------- | ----- | ----- | ------ | ------------------- | ------------------- | ------------------- | -------------------------- | -------------------------- | -------------------------- | ----- | ----- | ------ |
| C. Santos Laguna · México | 1.ª           | 2016-17       | 16    | 0     | 1      | 2                   | 0                   | 0                   | —                          | —                          | —                          | 18    | 0     | 1      |
| C. Santos Laguna · México | 1.ª           | 2017-18       | 14    | 0     | 1      | 7                   | 0                   | 0                   | —                          | —                          | —                          | 21    | 0     | 1      |
| C. Santos Laguna · México | 1.ª           | 2018-19       | 28    | 0     | 1      | 5                   | 0                   | 0                   | 2                          | 0                          | 1                          | 35    | 0     | 2      |
| C. Santos Laguna · México | 1.ª           | 2019-20       | 30    | 1     | 0      | 3                   | 0                   | 0                   | —                          | —                          | —                          | 33    | 1     | 0      |
| C. Santos Laguna · México | 1.ª           | 2020-21       | 1     | 0     | 0      | —                   | —                   | —                   | —                          | —                          | —                          | 1     | 0     | 0      |
| C. Santos Laguna · México | Total club    | Total club    | 89    | 1     | 3      | 17                  | 0                   | 0                   | 2                          | 0                          | 1                          | 108   | 1     | 4      |
| K. R. C. Genk · Bélgica | 1.ª           | 2020-21       | 25    | 1     | 5      | 3                   | 0                   | 0                   | —                          | —                          | —                          | 28    | 1     | 5      |
| K. R. C. Genk · Bélgica | 1.ª           | 2021-22       | 32    | 0     | 4      | 2                   | 2                   | 0                   | 8                          | 0                          | 0                          | 42    | 2     | 4      |
| K. R. C. Genk · Bélgica | 1.ª           | 2022-23       | 35    | 2     | 3      | 2                   | 0                   | 0                   | -                          | -                          | -                          | 37    | 2     | 3      |
| K. R. C. Genk · Bélgica | 1.ª           | 2023-24       | 15    | 0     | 0      | -                   | -                   | -                   | 7                          | 0                          | 0                          | 22    | 0     | 0      |
| K. R. C. Genk · Bélgica | Total club    | Total club    | 107   | 3     | 12     | 7                   | 2                   | 0                   | 15                         | 0                          | 0                          | 129   | 5     | 12     |
| C. F. Monterrey · México | 1.ª           | 2024          | 15    | 3     | 0      | —                   | —                   | —                   | 8                          | 0                          | 1                          | 23    | 3     | 1      |
| C. F. Monterrey · México | 1.ª           | 2024-25       | 13    | 0     | 0      | -                   | -                   | -                   | 2                          | 0                          | 0                          | 15    | 0     | 0      |
| C. F. Monterrey · México | Total club    | Total club    | 28    | 3     | 0      | 0                   | 0                   | 0                   | 10                         | 0                          | 1                          | 38    | 3     | 1      |
| Total carrera | Total carrera | Total carrera | 224   | 7     | 15     | 24                  | 2                   | 0                   | 27                         | 0                          | 2                          | 275   | 9     | 17     |
| (1)Incluye datos de la Copa México, Campeón de Campeones (2014-15) y Copa de Bélgica. (2)Incluye datos de la Copa Libertadores de América (2014) y Concacaf Liga Campeones (2015-16) |               |               |       |       |        |                     |                     |                     |                            |                            |                            |       |       |        |

## Palmarés

### Títulos nacionales
| Título                     | Club               | País    | Año  |
| -------------------------- | ------------------ | ------- | ---- |
| Primera División de México | Club Santos Laguna | México  | 2018 |
| Copa de Bélgica            | K. R. C. Genk      | Bélgica | 2021 |

### Campeonatos internacionales
| Título                     | Equipo                        | Sede                   | Año  |
| -------------------------- | ----------------------------- | ---------------------- | ---- |
| Copa de Oro de la Concacaf | Selección de fútbol de México | Estados Unidos- Canadá | 2023 |